# Plagodis bowmanaria
Plagodis bowmanaria är en fjärilsart som beskrevs av Munroe 1959. Plagodis bowmanaria ingår i släktet Plagodis och familjen mätare. Inga underarter finns listade i Catalogue of Life.